# Jean Weber
Pour les articles homonymes, voir Weber.
Jean Weber, de son nom complet Jean-Édouard-Constant Weber, est un acteur français né le 25 janvier 1906 à Paris 9e et mort le 13 octobre 1995 à Neuilly-sur-Seine (Hauts-de-Seine), sociétaire de la Comédie-Française.

## Biographie
Il est inhumé au cimetière du Père-Lachaise (division 11).

## Théâtre

### Comédie-Française
Entrée à la Comédie-Française en 1925
Sociétaire de 1932 à 1949
385e sociétaire
- 1924 : L'Adieu de Louis Vaunois : le Chevalier
- 1925 : Les Corbeaux de Henry Becque : Georges de Saint-Genis
- 1925 : Fantasio d'Alfred de Musset : Facio
- 1925 : Fleurs d'avril de Gabriel Vicaire et Jules Truffier : Pierre Ardant
- 1925 : Un tour de Ninon de Georges Docquois : Charles de Dévigné
- 1926 : Carmosine d'Alfred de Musset, mise en scène Pierre Fresnay : Perillo
- 1926 : Les Compères du roi Louis de Paul Fort : un officier du roi Louis
- 1926 : La Leçon de Talma de René Fauchois : un jeune homme
- 1930 : Les Trois Henry d'André Lang, mise en scène Émile Fabre : François d'O
- 1932 : La Navette d'Henry Becque, mise en scène Émile Fabre : Armand
- 1935 : Madame Quinze de Jean Sarment, mise en scène de l'auteur : le jeune homme
- 1935 : Lucrèce Borgia de Victor Hugo, mise en scène Émile Fabre : Jeppo Liverotto
- 1936 : Le Misanthrope de Molière, mise en scène Jacques Copeau : Acaste
- 1936 : L'École des maris de Molière, mise en scène Jean Croué : Valère
- 1937 : Les affaires sont les affaires d'Octave Mirbeau, mise en scène Fernand Ledoux : Xavier Lechat
- 1937 : Le Légataire universel de Jean-François Regnard, mise en scène Pierre Dux : Eraste
- 1938 : La Comtesse d'Escarbagnas de Molière : le prestigiditateur
- 1938 : Le Bourgeois gentilhomme de Molière, mise en scène Denis d'Inès : Cléonte
- 1938 : Les Folies amoureuses de Jean-François Regnard, mise en scène Fernand Ledoux
- 1938 : Carmosine d'Alfred de Musset, mise en scène Jean Debucourt : Minuccio
- 1939 : L'Amour médecin de Molière, mise en scène Pierre Bertin : Clitandre
- 1939 : Le Jeu de l'amour et du hasard de Marivaux, mise en scène Maurice Escande : Mario
- 1939 : Cyrano de Bergerac d'Edmond Rostand, mise en scène Pierre Dux
- 1939 : Le Jeu de l'amour et de la mort de Romain Rolland, mise en scène Denis d'Inès : Horace
- 1939 : L'Île des esclaves de Marivaux, mise en scène Pierre Dux : Iphicrate
- 1939 : Asmodée de François Mauriac mise en scène Jacques Copeau : Harry Fanning
- 1940 : Le Carrosse du Saint-Sacrement de Prosper Mérimée, mise en scène Jacques Copeau
- 1941 : Le Misanthrope de Molière : Acaste
- 1942 : Le Barbier de Séville de Beaumarchais, mise en scène Pierre Dux : le comte Almaviva
- 1942 : Le Distrait de Jean-François Regnard, mise en scène Jean Meyer : le Chevalier
- 1943 : Le Sicilien ou l'Amour peintre de Molière : Adraste
- 1943 : La Légende du chevalier d'André de Peretti, mise en scène Julien Bertheau : le jongleur
- 1944 : L'Impromptu de Versailles de Molière, mise en scène Pierre Dux : La Grange
- 1944 : Barberine d'Alfred de Musset, mise en scène Jean Meyer
- 1946 : Britannicus de Jean Racine, mise en scène Julien Bertheau : Narcisse
- 1947 : La Surprise de l'amour de Marivaux, mise en scène Jean Martinelli : le Baron
- 1947 : On ne saurait penser à tout d'Alfred de Musset, mise en scène Robert Manuel : le marquis de Valberg
- 1947 : Les Jocrisses de l'amour de Lambert-Thiboust et Théodore Barrière, mise en scène Jean Meyer : Armand Goulu
- 1947 : La Brebis d'Edmond Sée
- 1947 : Un caprice d'Alfred de Musset, mise en scène Maurice Escande : M. de Chavigny
- 1947 : Le Misanthrope de Molière, mise en scène Pierre Dux : Acaste
- 1947 : Quitte pour la peur d'Alfred de Vigny : le Duc
- 1947 : Chatterton d'Alfred de Vigny, mise en scène Jean Meyer : Lord Talbot
- 1948 : Monsieur de Pourceaugnac de Molière, mise en scène Jean Meyer : Eraste
- 1949 : L'Avare de Molière, mise en scène Jean Meyer : Valère

### HorsComédie-Française
- 1934 : Amis de Pierre-Alain Dorly, mise en scène Pierre Aldebert, Théâtre de l'Odéon : Jean Pierre Manzat
- 1945 : Monsieur de Falindor de Georges Manoir et Armand Verhylle (d), mise en scène Pierre Aldebert, Théâtre national du Palais de Chaillot : Falindor
- 1949 : L'Aiglon d'Edmond Rostand, Théâtre des Célestins
- 1961 : Henri III et sa cour de Alexandre Dumas, mise en scène Pierre Bertin, Théâtre de l'Athénée : Henri III
- 1963 : Quadrille de Sacha Guitry, mise en scène Robert Manuel, Théâtre Montansier
- 1967 : Volpone de Ben Jonson, mise en scène Julien Bertheau, Festival des jeux du théâtre de Sarlat : Mosca
- 1971 : Le Joueur de Jean-François Regnard, mise en scène Jean Piat, Comédie de Genève
- 1982 : Chéri  de Colette, mise en scène Jean-Laurent Cochet, Théâtre des Variétés : Jean-Gabriel Masseau

## Filmographie

### Cinéma
- 1926 : Eh bien ! dansez maintenant d'Émilien Champetier
- 1928 : Figaro de Gaston Ravel
- 1929 : Le Collier de la reine de Gaston Ravel et Tony Lekain : Marc Rétaux de Villette
- 1931 : L'Aiglon de Viktor Tourjansky : L'Aiglon
- 1931 : Mon amant l'assassin de Solange Bussi : Pierre
- 1931 : Le Monsieur de minuit de Harry Lachmann : Raoul de Saint-Auban
- 1931 : Un coup de téléphone de Georges Lacombe : Serpolet
- 1932 : Il a été perdu une mariée de Léo Joannon : Albert
- 1932 : Occupe-toi d'Amélie de Richard Weisbach et Marguerite Viel : Marcel
- 1933 : Le Coucher de la mariée de Roger Lion
- 1933 : La Femme invisible de Georges Lacombe
- 1934 : Les Précieuses ridicules, moyen métrage de Léonce Perret
- 1934 : Un soir à la Comédie-Française de Léonce Perret (court métrage) : lui-même
- 1934 : Les Suites d'un premier lit moyen métrage de Félix Gandéra : Trébuchard
- 1935 : La Petite Sauvage de Jean de Limur
- 1935 : Pluie d'or de Willy Rozier
- 1937 : La Tour de Nesle de Gaston Roudès
- 1938 : Tricoche et Cacolet de Pierre Colombier : le duc Émile
- 1938 : Le Schpountz de Marcel Pagnol : le cantinier
- 1942 : Le Brigand gentilhomme d'Émile Couzinet
- 1943 : Le Capitaine Fracasse d'Abel Gance : le duc de Vallombreuse
- 1943 : La Malibran de Sacha Guitry : le roi de Naples
- 1955 : Si Paris nous était conté de Sacha Guitry : Henri III
- 1957 : Action immédiate de Maurice Labro

### Télévision
- 1969 : Café du square, série télévisée : le cordonnier
- 1984 : Emmenez-moi au théâtre : Chéri  de Colette, mise en scène Jean-Laurent Cochet, réalisation Yves-André Hubert : Jean-Gabriel Masseau